# Bernhard Lehmann
Bernhard Lehmann (Großräschen, RDA, 11 de noviembre de 1948) es un deportista de la RDA que compitió en bobsleigh en las modalidades doble y cuádruple. 
Participó en tres Juegos Olímpicos de Invierno, obteniendo en total cuatro medallas: oro en Innsbruck 1976, en la prueba cuádruple (junto con Meinhard Nehmer, Jochen Babock y Bernhard Germeshausen); dos platas en Sarajevo 1984, en doble (con Bogdan Musiol) y cuádruple (con Bogdan Musiol, Ingo Voge y Eberhard Weise), y bronce en Calgary 1988, en doble (con Mario Hoyer).
Ganó dos medallas en el Campeonato Mundial de Bobsleigh, oro en 1985 y plata en 1982, y seis medallas en el Campeonato Europeo de Bobsleigh entre los años 1978 y 1986.

## Palmarés internacional
| Juegos Olímpicos   | Juegos Olímpicos      | Juegos Olímpicos  | Juegos Olímpicos |
| Año                | Lugar                 | Medalla           | Prueba           |
| ------------------ | --------------------- | ----------------- | ---------------- |
| 1976               | Innsbruck (Austria)   | Medalla de oro    | Cuádruple        |
| 1984               | Sarajevo (Yugoslavia) | Medalla de plata  | Doble            |
| 1984               | Sarajevo (Yugoslavia) | Medalla de plata  | Cuádruple        |
| 1988               | Calgary (Canadá)      | Medalla de bronce | Doble            |
| Campeonato Mundial |                       |                   |                  |
| Año                | Lugar                 | Medalla           | Prueba           |
| 1982               | Sankt Moritz (Suiza)  | Medalla de plata  | Cuádruple        |
| 1985               | Cervinia (Italia)     | Medalla de oro    | Cuádruple        |
| Campeonato Europeo |                       |                   |                  |
| Año                | Lugar                 | Medalla           | Prueba           |
| 1978               | Igls (Austria)        | Medalla de bronce | Doble            |
| 1981               | Igls (Austria)        | Medalla de bronce | Cuádruple        |
| 1983               | Sarajevo (Yugoslavia) | Medalla de oro    | Doble            |
| 1983               | Sarajevo (Yugoslavia) | Medalla de plata  | Cuádruple        |
| 1986               | Igls (Austria)        | Medalla de plata  | Doble            |
| 1986               | Igls (Austria)        | Medalla de plata  | Cuádruple        |